# Vere Johns
Joseph Vere Everette Johns (* 28. November 1893 in Mandeville; † 10. September 1966 in Kingston) war ein jamaikanischer Journalist, Hörfunkmoderator, Veranstalter und Theaterschauspieler. Mit seiner Talentshow bei Radio Jamaica RJR 94 FM half er vielen jamaikanischen Musikern beim Einstieg in ihre Karriere als Musiker und galt als „Impresario“ der jamaikanischen Musik.

## Leben
Johns wurde geboren als Sohn des Pfarrers Matthew Johns und seiner Frau Lillian, geborene Hendricks. Sein Vater leitete die Manchester Middle School in Mandeville, der heutigen Manchester High School, an der auch Vere Johns ausgebildet wurde.
Ab 1912 arbeitete Johns im Kingstoner Postamt. Nach Ausbruch des Ersten Weltkriegs ging er nach England und diente von 1915 bis Kriegsende als Angehöriger des South Lancashire Regiments und des 1. Bataillons des britischen West India Regiments im Nahen Osten, Italien und Frankreich. Seine erste Frau war Doris Johns. 1919 kehrte er zurück in seine Heimat und arbeitete dort im Statistikbereich der Collector General's Office. Er versuchte sich nebenbei in verschiedenen Bereichen, wurde 1926 jamaikanischer Meister de Vortragskunst, spielte Fußball und wurde Hauptmann und Adjutant der Church Lads' and Church Girls' Brigade von 1921 bis 1928. Ab 1929 war er in den Vereinigten Staaten, trat am Theater in klassischen Rollen auf, schrieb als Kolumnist bei mehreren bekannten Zeitungen, arbeitete für Hörfunksender und war der erste afroamerikanische Harlem-Reporter. In den Vereinigten Staaten heiratete er in zweiter Ehe die Schauspielerin Lillian Margaret May.
1939 kehrte er zurück in sein Heimatland und wurde Theatermanager und Schauspieler am Palace Theater, einem Open-Air-Theater im Stadtkern von Kingston. In den spielfilmfreien Zeiträumen bot er dort Musikern und Varietékünstlern Auftrittsmöglichkeiten. Die Idee für den Wettbewerb war nicht neu. Bereits in den Vereinigten Staaten erkannte seine Frau Lillian darin eine zusätzliche Einnahmequelle. Die erste dieser Veranstaltungen fand 1937 in Savannah (Georgia) statt. In Jamaika wurde zusätzlich zu den Auftritten in den Filmpausen jeden Dienstag und Donnerstag um 15 Uhr der Wettbewerb namens „Opportunity Hour“ („Gelegenheitsstunde“) veranstaltet, bei dem das Publikum durch die Lautstärke des Applauses die Gewinner bestimmte. Die Gewinner erhielten zwei Pfund als Geldpreis und kamen in seine Radioshow „Vere John's Opportunity Knocks Talent Show“. Die Show wurde eine Erfolgsgeschichte und wurde so bekannt, dass sie auch in Theatern in anderen Teilen des Landes veranstaltet wurde, wie dem Majestic, dem Ward, dem Carib, dem Queens, dem Gaiety, dem Palladium oder dem Ambassador Theater. 1952 bekam Johns bei der Zeitung Jamaica Star seine eigene Kolumne „Vere Johns Says“ („Vere Johns sagt“), in der er sich häufig dem Thema Musik annahm.
Viele heute bekannte Interpreten verdanken ihre Karriere dieser Chance, die sie dank Johns’ Veranstaltungen bekamen, darunter Derrick Harriott, Lloyd Charmers, Hortense Ellis, John Holt, Bob Andy, Desmond Dekker, The Wailers, Alton Ellis, Jackie Edwards, Dobby Dobson, Boris Gardiner, Laurel Aitken oder Millie Small. Produzenten wie Coxsone Dodd oder Duke Reid holten in den 1950er und 1960er Jahren Interpreten aus Johns’ Sendung und nahmen mit ihnen in Stanley Mottas Studio in der Hanover Street 93 in Kingston Platten auf, die sie in ihren Sound Systemen spielten.
Aus der ersten Ehe hatte Johns eine Tochter, aus zweiter Ehe zwei Söhne.

## Ehrungen
militärische Ehrungen
Johns wurde mit der Military Medal (M.M.; November 1917), der British War Medal sowie der Victory Medal ausgezeichnet. Er wurde mit militärischen Ehren im Up Park Camp bestattet.
kulturelle Ehrungen
Johns wurde für seine journalistischen Verdienste im Juni 1953 Member des Order of the British Empire (M.B.E.). 1964 und 1965 wurde er mit dem Seprod Award für seine Kolumne im Jamaica Star ausgezeichnet. 2008 wurde Johns postum in die Hall of Fame der Jamaica Association of Vintage Artistes and Affiliates (JAVAA) aufgenommen. 2012 sprach sich Olivia Grange in ihrer damaligen Funktion als Ministerin für Jugend, Sport und Kultur für eine postume Ehrung Johns für seine Verdienste um die jamaikanische Musik aus.